# Liste der Kennzeichen für Kleinfahrzeuge in Deutschland
Die Liste der Kennzeichen für Kleinfahrzeuge in Deutschland enthält die amtlichen Kennzeichen, die von den Wasserstraßen- und Schifffahrtsämtern herausgegeben werden.

## Liste
| WSA (neu)                          | WSA (alt)          | Kennzeichen |
| ---------------------------------- | ------------------ | ----------- |
| Donau MDK                          | Nürnberg           | N           |
| Donau MDK                          | Regensburg         | R           |
| Elbe                               | Dresden            | DD          |
| Elbe                               | Lauenburg          | RZ          |
| Elbe                               | Magdeburg          | MD          |
| Elbe-Nordsee                       | Cuxhaven           | CUX         |
| Elbe-Nordsee                       | Hamburg            | HH          |
| Elbe-Nordsee                       | Tönning            | NF          |
| Ems-Nordsee                        | Emden              | EMD         |
| Ems-Nordsee                        | Meppen             | EL          |
| Main                               | Aschaffenburg      | AB          |
| Main                               | Schweinfurt        | SW          |
| Mittellandkanal / Elbe-Seitenkanal | Braunschweig       | BS          |
| Mittellandkanal / Elbe-Seitenkanal | Minden             | MI          |
| Mittellandkanal / Elbe-Seitenkanal | Uelzen             | UE          |
| Mosel-Saar-Lahn                    | Koblenz            | KO          |
| Mosel-Saar-Lahn                    | Saarbrücken        | SB          |
| Mosel-Saar-Lahn                    | Trier              | TR          |
| Neckar                             | Heidelberg         | HD          |
| Neckar                             | Stuttgart          | S           |
| Nord-Ostsee-Kanal                  | Brunsbüttel        | HEI         |
| Nord-Ostsee-Kanal                  | Kiel-Holtenau      | KI          |
| Oberrhein                          | Freiburg           | FR          |
| Oberrhein                          | Mannheim           | MA          |
| Oder-Havel                         | Eberswalde         | BAR         |
| Ostsee                             | Lübeck             | HL          |
| Ostsee                             | Stralsund          | HST         |
| Rhein                              | Bingen             | MZ          |
| Rhein                              | Duisburg-Rhein     | DUR         |
| Rhein                              | Köln               | K           |
| Spree-Havel                        | Berlin             | B           |
| Spree-Havel                        | Brandenburg        | BRB         |
| Weser                              | Hann. Münden       | GÖ          |
| Weser                              | Verden             | VER         |
| Weser-Jade-Nordsee                 | Bremen             | HB          |
| Weser-Jade-Nordsee                 | Bremerhaven        | HBH         |
| Weser-Jade-Nordsee                 | Wilhelmshaven      | WHV         |
| Westdeutsche Kanäle                | Duisburg-Meiderich | DU          |
| Westdeutsche Kanäle                | Rheine             | ST          |